# Dipartimento del Monte Bianco
Il dipartimento del Monte Bianco (département du Mont-Blanc, in lingua francese) è stato il nome di un dipartimento francese esistito dal 1792 al 1815, il cui capoluogo era la città di Chambéry. Esso corrispondeva al territorio oltralpe del ducato di Savoia, che fino ad allora faceva parte degli stati di Savoia.

## Primo dipartimento del Monte Bianco (1792-1798)
Nella notte dal 21 al 22 settembre del 1792, le truppe francesi del generale Anne-Pierre de Montesquiou-Fézensac invasero di sorpresa la Savoia, collegata al Regno di Sardegna sotto l'autorità di Vittorio Amedeo III di Savoia. 
Funzionari e membri del clero residenti a Chambéry, fuggirono rifugiandosi in Piemonte. Alla fine di ottobre l'Assemblea nazionale degli Allobrogi, riunitasi nella Cattedrale di Chambéry dichiarò la fine del dispotismo, la soppressione delle corvée e delle gabelle, come quella della milizia. Il 29 ottobre l'assemblea si sciolse dopo aver emesso una richiesta di annessione del ducato alla Francia. I deputati Doppet e Simond furono incaricati di portare tale richiesta alla Convenzione nazionale di Parigi.
Il 27 novembre successivo gli abitanti della Savoia divennero francesi grazie al decreto in pari data della Convenzione nazionale. Il medesimo decreto istituiva un dipartimento "provvisorio" denominato "dipartimento del Monte Bianco" e corrispondente agli attuali dipartimenti della Savoia e dell'Alta Savoia. Gli fu dato il nome della punta più alta delle Alpi, il Monte Bianco. Esso fu diviso in sette distretti, corrispondenti alle antiche provincie del ducato di Savoia, esse stesse suddivise poi i 83 cantoni con un totale di 652 comuni:
1. distretto di Chambéry, composto da 22 cantoni e 184 comuni,
2. distretto di Annecy, composto da 15 cantoni e 117 comuni,
3. distretto di Thonon, composto da 7 cantoni e 64 comuni,
4. distretto di Carouge, composto da 8 cantoni e 85 comuni,
5. distretto di Cluses, composto da 10 cantoni e 61 comuni,
6. distretto di Moûtiers, composto da 10 cantoni e 71 comuni,
7. distretto di Saint-Jean-de-Maurienne, composto da 10 cantoni e 70 comuni.

Chambéry ospitava poi il Tribunale penale mentre Annecy divenne sede del vescovato costituzionale.
Dal 1791 al 1793, questi sette distretti fornirono cinque battaglioni di volontari nazionali.

## Secondo dipartimento del Monte Bianco (1798-1814)
A seguito dell'annessione alla Francia del Cantone di Ginevra, al dipartimento del Monte Bianco, con legge dell'8 fruttidoro del 1798 (25 agosto), fu privato della sua parte settentrionale (Bonneville, Cluses, Thonon-les-Bains), che fu annessa al nuovo dipartimento del Lemano, il cui capoluogo era la città di Ginevra.  Furono così trasferiti i distretti di Carouge e di Thonon e una parte del distretto di Cluses.
Inoltre, con la legge del 28 piovoso del 1800 (17 febbraio), il Massiccio del Monte Bianco passò anch'esso al dipartimento del Lemano, ma il dipartimento del Monte Bianco mantenne ugualmente il suo nome originale. Furono anche trasferiti i cantoni di Chamonix, di Saint-Gervais (oggi Saint-Gervais-les-Bains), di Megève, di Flumet e di Sallanches.
Questa legge sostituì anche il distretti con i circondari (arrondissement) e divise il dipartimento del Monte Bianco in quattro circondari:
1. Circondario di Chambery, che era rimasto capoluogo del dipartimento e che oggi è capoluogo dell'attuale dipartimento della Savoia.
2. Circondario di Annecy (oggi capoluogo del dipartimento dell'Alta Savoia)
3. Circondario di Moûtiers (oggi capoluogo di cantone nel dipartimento della Savoia ; è esistito inoltre un circondario di Moûtiers dal 1860 al 1926)
4. Circondario di San Giovanni di Moriana, oggi ancora esistente con capoluogo San Giovanni di Moriana

All'inizio del periodo consolare il dipartimento del Monte Bianco contava 283.106 abitanti su una superficie territoriale di 6404 km2.
Gennaio 1792

## Terzo dipartimento del Monte Bianco (1814-1815)
Sotto la Prima Restaurazione, il trattato di Parigi del 1814 portò la Francia alle sue frontiere del 1º gennaio 1792, con qualche guadagno tra cui la parte occidentale dell'antico ducato di Savoia. Di conseguenza il dipartimento del Lemano fu soppresso e quello del Monte Bianco recuperò i territori che aveva perso nel 1798 e che rimasero francesi, conservando il capoluogo in Chambery (la seconda città per importanza dopo Annecy), rimanendo amministrato dal suo prefetto confermato da Luigi XVIII di Francia.
Le parti rimaste alla Francia furono i cantoni di Frangy, di Saint-Julien-en-Genevois, meno qualche comune, di Reignier, come quello di La Roche. Il circondario di Chambéry, meno i cantoni di Hôpital-Conflans, di Saint-Pierre-d'Albigny, La Rochette e di Montmélian. Infine il circondario di Annecy, esclusa una parte del cantone di Faverges.
Se l'antica denominazione del dipartimento fu conservata, il monte Bianco non si trovava più in territorio francese.
La parte orientale della Savoia fu resa al re di Sardegna, che però fu privato della capitale tradizionale del ducato, Chambéry, che fu sostituita da Conflans (l'odierna Albertville). Alla casa Savoia fu tolto anche il comune di Carouge a favore di Ginevra, che tornò a far parte della Confederazione elvetica.
Ma con il secondo trattato di Parigi (20 novembre 1815) la Francia dovette restituire al Regno di Sardegna la parte del ducato di Savoia che aveva trattenuto. Quest'ultimo tuttavia non recuperò ovviamente il comune di Carouge e qualche altro comune, che con il trattato di Torino del 1816, rimasero al cantone svizzero di Ginevra..
La Francia soppresse allora il dipartimento.